# Hydractinia monoon
Hydractinia monoon är en nässeldjursart som först beskrevs av Hirohito 1988.  Hydractinia monoon ingår i släktet Hydractinia och familjen Hydractiniidae. Inga underarter finns listade i Catalogue of Life.